# 清同治紛彩萬壽無疆花蝶蓋碗
清同治紛彩萬壽無疆花蝶蓋碗是清朝同治時期的一件瓷器，或為慈禧太后御用，現藏於國立故宮博物院。

## 簡介
本件作於同治時期，故宮認為其或為慈禧御用茶具。無托，是飲茶用的蓋碗。其外其內以粉彩技法繪有圖案。本件的樣式上乘清朝前期的作品，又影響到後代的做瓶，是華人瓷器的經典樣式。

## 外觀特徵
器形
本件為兩件式蓋碗，無托。故宮介紹為：「侈口，深弧壁，矮圈足，帶圈足紐蓋」。侈口是指碗緣向外翻，以減緩熱量傳導碗緣的速度。
粉彩
粉彩是清初向歐洲學習的釉上彩技術，是以色玻璃作為顏料，在燒成的瓷器上再做彩繪的技法。同治時色彩則較先前鮮豔，同治瓷器的黃彩底色凝厚鮮亮，稱為「明黃」。本件以粉彩施上黃地並繪上圖案及萬壽無疆四字。
吉祥圖案
本件上描繪吉祥圖案，有回紋、盤長、萬字不到頭、蝠與桃、花與蝶，都有各自的含意。回紋、盤長與萬字不到頭皆有吉祥延綿不斷的含義。蝙蝠代表福氣，桃代表長壽，合為福壽雙全。百蝶穿花象徵幸福圓滿。瓷器上多採用圖案化的吉祥圖案是同治時期瓷器的特徵。
萬壽無疆
開光萬壽無疆是故宮器物常見的題材，如乾隆時的銅胎畫珐瑯碗，道光時的青花番蓮八寶萬壽無疆碗。本件又在開光底加上卍字不到頭。
底款
底款為楷書「長春同慶」兩行直書，用於同治時期，是慈禧專屬的款，帶有此款者較同時代的官窯器精細。長春指的慈禧至同治到光緒年間所居住的長春宮，本時期另有一款「長春宮制」。

## 樣式
本件承襲清代器物的設計樣式，民國以後有許多瓷器與本器相仿，如國史館藏有大量黃地花卉萬壽無疆盤，其樣式及與本器相仿。文革時期，景德鎮亦燒製了樣式相近的瓷器。至今仍有廠商生產相似款式的瓷器。